# Campionati del mondo di ciclismo su pista 1949
I Campionati del mondo di ciclismo su pista 1949 (en.: 1949 UCI Track World Championships) si svolsero a Copenaghen, in Danimarca.

## Medagliere
| #      | Nazione     | Oro | Argento | Bronzo | Totale |
| ------ | ----------- | --- | ------- | ------ | ------ |
| 1      | Italia      | 2   | 0       | 1      | 3      |
| 2      | Regno Unito | 1   | 1       | 0      | 2      |
| 3      | Australia   | 1   | 0       | 0      | 1      |
| 3      | Danimarca   | 1   | 0       | 0      | 1      |
| 5      | Paesi Bassi | 0   | 2       | 2      | 4      |
| 6      | Francia     | 0   | 1       | 1      | 2      |
| 7      | Lussemburgo | 0   | 1       | 0      | 1      |
| 8      | Stati Uniti | 0   | 0       | 1      | 1      |
| Totale | Totale      | 5   | 5       | 5      | 15     |

## Sommario degli eventi
| Eventi                            | Oro                        | Prestazione | Argento                      | Prestazione | Bronzo                     | Prestazione |
| Uomini Professionisti             |                            |             |                              |             |                            |             |
| Velocità dettagli                 | Reg Harris Regno Unito     |             | Jan Derksen Paesi Bassi      |             | Arie van Vliet Paesi Bassi |             |
| Inseguimento individuale dettagli | Fausto Coppi Italia        |             | Lucien Gillen Lussemburgo    |             | Wim van Est Paesi Bassi    |             |
| Derny dettagli                    | Elia Frosio Italia         |             | Jan Pronk Paesi Bassi        |             | Raoul Lesueur Francia      |             |
| Uomini Dilettanti                 |                            |             |                              |             |                            |             |
| Velocità dettagli                 | Sydney Patterson Australia |             | Jacques Bellenger Francia    |             | John Held Stati Uniti      |             |
| Inseguimento individuale dettagli | Knud Andersen Danimarca    |             | Cyril Cartwright Regno Unito |             | Aldo Gandini Italia        |             |